# Експоненційний запис
Експоненці́йний за́пис, експоненці́йне предста́влення, експоненці́йна фо́рма за́пису, експоненці́йний фо́рмат (також експоненціа́льний, науко́вий за́пис; англ. scientific notation, іноді exponential notation) — представлення дійсних чисел у вигляді мантиси і порядку. Зручний при представленні дуже великих і дуже малих чисел, а також для уніфікації їх написання.
Число {\displaystyle N=M\cdot n^{p}}, де:
- N — число, що записують;
- М — мантиса;
- n — основа показникової функції;
- p (ціле) — порядок (показник степеня);
- {\displaystyle n^{p}} — характеристика числа.

## Приклади
- 1 000 000 (один мільйон): {\displaystyle 1{,}0\cdot 10^{6}} — тут N = 1 000 000, M = 1,0, n = 10, p = 6.
- 1 201 000 (один мільйон двісті одна тисяча): {\displaystyle 1{,}201\cdot 10^{6}} — тут N = 1 201 000, M = 1,201, n = 10, p = 6.
- −1 246 145 000 (мінус один мільярд двісті сорок шість мільйонів сто сорок п'ять тисяч): {\displaystyle -1{,}246145\cdot 10^{9}} — тут N = −1 246 145 000, M = −1,246145, n = 10, p = 9.
- 0,000001 (одна мільйонна): {\displaystyle 1{,}0\cdot 10^{-6}} — тут N = 0,000001, M = 1,0, n = 10, p = −6.
- 0,000000231 (двісті тридцять одна мільярдна): {\displaystyle 231\cdot 10^{-9}=2{,}31\cdot 100\cdot 10^{-9}=2{,}31\cdot 10^{2}\cdot 10^{-9}=2{,}31\cdot 10^{-9+2}=2{,}31\cdot 10^{-7}} — тут N = 0,000000231, M = 2,31, n = 10, p = −7.

## Нормалізований запис
| Стандартний десятковий запис | Нормалізований запис |
| ---------------------------- | -------------------- |
| 2                            | 2 × 100              |
| 300                          | 3 × 102              |
| 4,321 768                    | 4,321 768 × 103      |
| −53,000                      | −5,3 × 104           |
| 6,720,000,000                | 6,72 × 109           |
| 0,2                          | 2 × 10−1             |
| 0,000 000 007 51             | 7,51 × 10−9          |

Будь-яке число можна записати у вигляді {\displaystyle a\cdot 10^{b}} багатьма способами. Наприклад, число 350 може бути записане як {\displaystyle 3{,}5\cdot 10^{2}}, або {\displaystyle 35\cdot 10^{1}}, або {\displaystyle 350\cdot 10^{0}}.
У нормалізованому науковому записі порядок {\displaystyle b} вибирається так, щоб абсолютна величина {\displaystyle a} залишалась не менше одиниці, але строго менше десяти {\displaystyle (1\leqslant |a|<10)}. Наприклад, 350 записується як {\displaystyle 3{,}5\cdot 10^{2}}. Цей вигляд запису дає змогу легко порівнювати два числа.
В інженерному нормалізованому записі (зокрема в інформатиці) мантиса вибирається в межах {\displaystyle 0{,}1<|a|\leqslant 1}: {\displaystyle 350=0,35\cdot 10^{3}}.
У деяких калькуляторах передбачена додаткова функція — запис із мантисою {\displaystyle 1\leqslant |a|<1000} і порядком, кратним 3. Так, наприклад, {\displaystyle 3{,}52\cdot 10^{-8}} три цілих п'ятдесят дві сотих сто мільйонних записується як {\displaystyle 35{,}2\cdot 10^{-9}} тридцять п'ять цілих дві десяті мільярдних. Такий запис простий для читання {\displaystyle (640\cdot 10^{6}} легше прочитати, як «640 мільйонів», ніж {\displaystyle 6{,}4\cdot 10^{8})} і зручний для виразу фізичних величин в одиницях вимірювання.

## Комп'ютерний спосіб експоненційного запису
Вважатимемо, що n = 10.

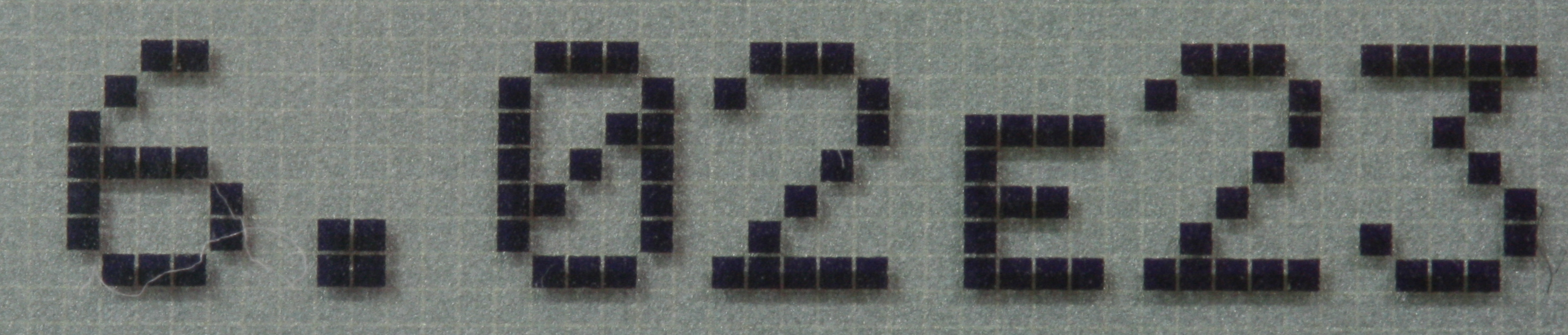
Дисплей калькулятора, що відображає число Авогадро d експоненційному записі.

На комп'ютері, зокрема в тексті комп'ютерних програм, експоненційний запис записують у вигляді MEp, де:
- М — мантиса;
- E — буква E (від англ. exponent), що означає «◻⋅10◻» («…помножити на десять у степеню…»);
- p — порядок.

### Приклади
- {\displaystyle ~{\text{1,602176565E-19}}=1{,}602176565\cdot 10^{-19}} (елементарний заряд);
- {\displaystyle ~{\text{1,380650424E-23}}=1{,}380650424\cdot 10^{-23}} (стала Больцмана);
- {\displaystyle ~{\text{6,02214129E23}}=6{,}02214129\cdot 10^{23}} (число Авогадро).

У програмуванні часто використовують символ «+» для невід'ємного порядку і передні нулі, а як десятковий роздіювач — крапку:
{\displaystyle ~{\text{1,048576E+06}}=1\,048\,576;~{\text{3,14E+00}}=3{,}14}.
Для покращення читабельності іноді використовують малу літеру e: {\displaystyle {\text{6,02214129e23}}}.